# 黃世驤
黃世驤（1934年—），北京人，京劇表演藝術家，工老生，代表作有《太君辭朝》、《紅鬃烈馬》等，多扮演配角，行话称“里子老生”。
其父為溥侊，祖父為载洵，曾祖父為奕譞，高祖父為道光帝；其母為京劇演員雪豔琴（本名黃詠霓），回族，山東濟南人。黃世驤隨母姓，登記為回族，不以清宗室自居。